# Tokyo (Yui)
Tokyo è un brano musicale della cantante giapponese Yui, pubblicato come suo quinto singolo il 18 gennaio 2006. Il brano è incluso nell'album From Me to You, primo lavoro della cantante. Il singolo ha raggiunto la quindicesima posizione della classifica Oricon dei singoli più venduti in Giappone, vendendo 20 123 copie.

## Tracce
CD Singolo SRCL-6222
1. TOKYO
2. HELP
3. LIFE ~YUI Acoustic Version~
4. TOKYO ~Instrumental~

## Classifiche
| Classifica (2006) | Posizione più alta |
| ----------------- | ------------------ |
| Giappone (Oricon) | 15                 |